# Amaya Alonso
Amaya Alonso (Valladolid, 1989) és una nedadora paralímpica que ha participat en els Jocs Paralímpics de Pequín 2008 i en els Jocs Paralímpics de Londres 2012.

## Biografia
Nascuda el 1989 a Valladolid, actualment pertany al C.N. Gimnasio Valladolid. Va començar amb la natació als cinc anys en un campionat infantil. Pràcticament no té visió en el seu ull dret i només al voltant del 10% en l'esquerre.
En 2005, quan Alonso tenia 16 anys, va pertànyer al Club El Refugio de Huerta del Rey. En aquest moment va començar a especialitzar-se en els 200 metres lliures. Aquest mateix any, va competir en el Campionat d'Espanya, finalitzant amb un temps prou alt per classificar-se per a una competició en Colorado Springs. L'any 2007 va guanyar una medalla d'or en els Jocs Mundials d'IBSA 2007, celebrats en São Paulo. Va competir en els Jocs Paralímpics de 2008, finalitzant vuitena en els 200 metres lliures.
En 2009, Alonso va competir en el Campionat Interautonòmic de Primavera per a Cecs i Deficients Visuals on va batre la plusmarca dels 400 metres lliures, rebaixant en dos segons el rècord. Per tant, va quedar classificada per al Campionat del Món de Piscina Curta que es va celebrar a Rio de Janeiro el desembre de 2009. Va competir aquest mateix any en l'Open d'Alemanya que es va celebrar a Berlín.
En 2011 competeix en el Campionat Nacional de Natació Adaptada. Aquest mateix any competeix en el Campionat Europeu de Natació Paralímpica, a Berlín, on va guanyar una medalla de bronze i va quedar classificada per a la final dels 100 metres papallona (S12), esdeveniment en el qual es va classificar en vuitena posició. En aquest mateix campionat, va finalitzar en cinquena posició en els 100 metres papallona amb una marca de 4:57.41. El juny de 2012 va participar en el I Open de Castella i Lleó de Natació Adaptada, que servia com a esdeveniment de classificació pels Jocs Paralímpics de Londres. Abans de l'Open, no obstant això, s'havia classificat ja prèviament per als Jocs en les proves dels 400 metres lliures, 100 metres papallona, 100 metres lliures, 100 metres esquena i els 200 metres estils. En aquesta competició es va alçar amb els títols dels 50 metres i els 100 metres esquena. En els 50 metres esquena va estar a punt de superar el rècord d'Espanya, encara que finalment el seu temps va ser de 36,36, mentre que el rècord estava en 35.
En els Jocs Paralímpics de 2012 va finalitzar cinquena en la final dels 200 metres lliures amb una marca de 2:38.78. Amb tres espanyoles competint en aquesta final, Alonso va realitzar el millor final i va fer la primera espanyola. Va ser una de les dotze nedadores de visió adaptada competint en aquests Jocs. Abans d'acudir als Jocs de Londres, va participar en un Equip d'Entrenament de Nedadors de Visió Adaptada al Centre d'Alt Rendiment de Sant Cugat (Barcelona) del 6 al 23 d'agost per a la preparació de la cita olímpica.

## Campionats
Ha participat en els següents campionats i competicions:
- Jocs Paralímpics de Londres 2012
- Jocs Paralímpics de Pequín 2008
- I Open de Castella i Lleó de Natació Adaptada, 2012.
- Campionat d'Europa de Natació, Berlín, 2011.
- Campionat Nacional de Natació Adaptada, 2011.
- Campionat del Món, Eindhoven (Holanda) 2010.
- Campionat del Món de Piscina Curta, Rio de Janeiro 2009.
- Campionat d'Europa, Reikjavik (Islàndia) 2009.
- Open d'Alemanya (Campionat d'Europa), Berlín, 2009.
- Campionat Interautonòmic de Primavera, 2009.
- Jocs Mundials d'IBSA, São Paulo (Brasil) 2007.
- Campionat del Món de Natació, Durban, (Sud-àfrica) 2006.
- Colorado Springs (EUA) 2005.
- Campionat d'Espanya, 2005.